# Lukáš Adam
Lukáš Adam (Pardubice, 5 settembre 1980) è un ex calciatore ceco, di ruolo centrocampista.

## Carriera

### Club
Era un mediano. Nel 2006 il Bohemians 1905 lo rileva per 175000 €.
Vanta 45 presenze in I. liga.